# Open 13 2003
Open 13 2003 — тенісний турнір, що проходив на кортах з твердим покриттям у місті Марсель, Франція з 10 лютого . Належав до категорії ATP International Series.

## Фінальна частина

### Одиночний розряд
Роджер Федерер —  Йонас Бйоркман 6–2, 7–6(8–6)

### Парний розряд
Себастьян Грожан /  Фабріс Санторо —  Томаш Цибулець /  Павел Візнер 6–1, 6–4